# 라이아테아섬

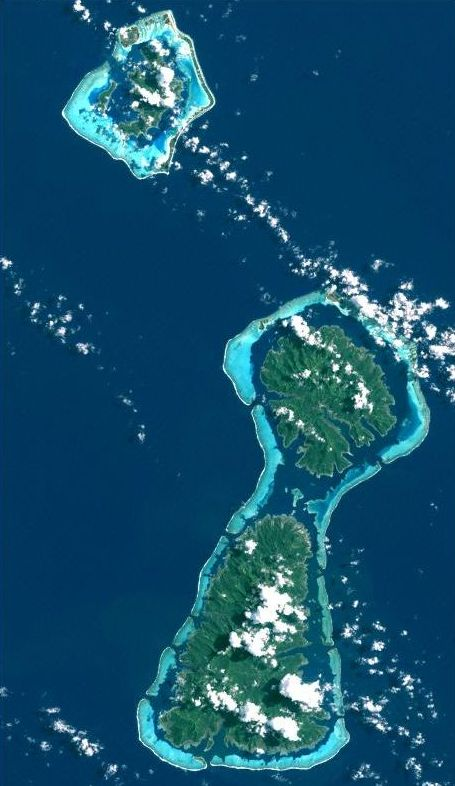
보라보라섬(위)와 타하섬(가운데), 라이아테아섬(아래). 타하섬과 라이아테아섬은 동일한 석호를 공유한다.

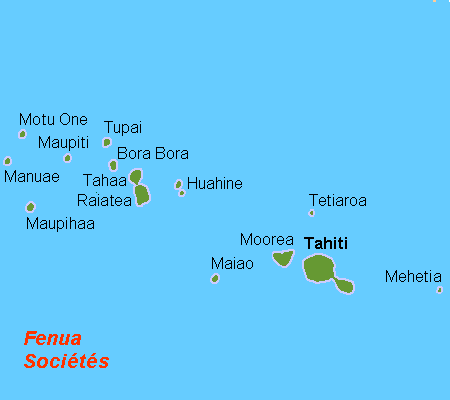

라이아테아섬(Raiatea, 타히티어: Ra'iātea)은 프랑스령 폴리네시아에서 소시에테 제도에서 타히티섬에 이어 2번째로 큰 섬이다. 이 섬은 고대 폴리네시아의 동쪽 섬들의 중심지로 널리 간주되었다.
이 섬의 전통적인 이름은 마오리족의 고향 하와이키이다. 남동쪽 해안에 기원후 1000년 쯤에 설립된 역사적인 타푸타푸아테아 마라에가 있다.

## 역사
폴리네시아의 항해사 투파이아는 1725년 라이아테아섬에서 태어나 탐험가 제임스 쿡과 함께 배를 몰았다. 쿡은 1769년 라이아테아섬을 방문하였고 1773~1774년에 또다시 방문하였다.:214–218,284–291,315–318 그는 이 섬의 이름을 Ulitea로 지었다.

## 같이 보기
- 해외 프랑스
- 속령